# Union Carbide
Union Carbide Corporation ist ein US-amerikanisches Chemieunternehmen mit Sitz in Danbury in Connecticut, das heute eine Tochtergesellschaft von Dow Chemical ist.
Union Carbide war zeitweise der zweitgrößte Chemiekonzern der USA. Der Name Union Carbide ist mit der Katastrophe von Bhopal verbunden, als bei einem Unfall in einer Pestizide herstellenden Fabrik einer Tochtergesellschaft in Indien im Jahre 1984 und durch dessen Folgen wahrscheinlich etwa 25.000 Menschen umkamen. Die Katastrophe von Bhopal gefährdete zeitweise die Existenz des Unternehmens. Sie löste Versuche von feindlichen Übernahmen aus und war einer von mehreren Umweltskandalen, die ihrem Ansehen schadeten.

## Unternehmensgeschichte
Union Carbide wurde 1898 von John Motley Morehead III (und dessen Vater James Turner Morehead) gegründet und stellte Calciumcarbid für die Acetylen-Erzeugung her und war in der Metallurgie aktiv (basierend auf Erfindungen von Thomas Willson). Sie fusionierte 1917 mit Linde Air Products (gegründet 1907 und Hersteller von flüssigem Sauerstoff nach dem Linde-Verfahren), der 1899 gegründeten National Carbon Corporation und Prest-O-Lite (ebenfalls Hersteller von Calciumcarbid, gegründet 1913 und vorher einer der Hauptkonkurrenten von Union Carbide) zur Union Carbide & Carbon Corporation (UCC). Die einzelnen Unternehmensteile operierten weitgehend autonom unter der Holding UCC und kooperierten, wenn nötig bei überschneidenden Interessen. In der frühen Unternehmensgeschichte war Union Carbide vor allem in West Virginia und in der Umgebung der Hauptstadt Charleston tätig, auch wenn das Hauptquartier bereits frühzeitig nach New York und später in das Union Carbide Corporate Center in Connecticut verlegt wurde. Anfangs stellten sie Kohle-Elektroden für Lampen und Elektroöfen her sowie Aluminium, wobei Acetylen als Nebenprodukt anfiel, das als Schweißgas vermarktet wurde und dessen Potential als Industriegas eine wichtige Rolle bei der Annäherung der an der Gründung beteiligten Unternehmen spielte. Außerdem war Union Carbide selbst ein Pionier bei Ferrolegierungen (Ferrochrom) für rostfreien Stahl und National Carbon für Trockenbatterien (mit der Marke Eveready). Das Unternehmen erfuhr einen großen Aufschwung im Ersten Weltkrieg und vollzog in dieser Zeit seinen Einstieg in die Petrochemie. 1919 produzierte es synthetisches Ethylen und daraus entstand sein Standbein in der Polymerproduktion, unter anderem Polyethylen und Polystyrol, sowie Ethylenglycol, das als Frostschutzmittel für Autos Marktführer in den USA wurde und jahrzehntelang blieb.
Union Carbide expandierte kontinuierlich in den 1920er- und 1930er-Jahren durch Übernahmen und erwarb in Übersee Wasserkraftanlagen in Norwegen. Die Übernahme der US Vanadium Corporation 1926 (mit Bergwerken in Colorado) führte später zu ihrem Engagement im Rahmen des Manhattan Projects des Baus einer Atombombe, in dem sie eine wichtige Rolle in der Prozessierung von Uran und dessen Anreicherung hatten. 1943 schlossen sie einen Vertrag mit der US-Regierung, die Gasdiffusionsanlage zur Urananreicherung im Oak Ridge National Laboratory zu leiten und das Labor stand 1947 bis 1984 unter Leitung von Union Carbide, die dort ihre Nuklear-Sparte hatte.
1939 übernahmen sie Bakelite, gegründet von Leo Baekeland, einem Pionier auf dem Gebiet der Kunststoffentwicklung (dem Kunstharz Phenoplast als Bakelit). Im Zweiten Weltkrieg entwickelte sich Union Carbide zu einem führenden Lieferanten von Rohstoffen für die Chemie- und Metallindustrie und machte Geschäfte mit Isobuten für Butylkautschuk. In den 1950er-Jahren entstand die Olefin-Sparte als Zulieferer der chemischen Industrie. Bei Endprodukten hatten sie aber verschiedentlich das Nachsehen – obwohl sie zum Beispiel bei Glyoxal Pionierarbeit leisteten, setzten sich am Markt andere Unternehmen durch (im Fall von Glyoxal BASF). Ähnliches geschah bei Polyurethanen. Ihren großen Durchbruch mit eigenen Markt-eingeführten Polymeren hatten sie mit der Gründung von Glad 1963, die Polyethylen-Produkte für die Verpackungsindustrie herstellten.
Mitte der 1950er-Jahre wurde der Konzern umstrukturiert von einer Holding zu einem diversifizierten Mischkonzern und der Name 1957 in Union Carbide Corporation geändert. Statt 18 Einzelunternehmen gab es nur noch vier Sparten, Union Carbide Chemicals, Union Carbide Plastics, Union Carbide Consumer Products und Linde. In den 1950er- und 1960er-Jahren expandierten sie weltweit und verdoppelten den Umsatz von 1960 bis 1970 auf drei Milliarden Dollar. Sie hatten eine führende Stellung bei Industriegasen, Polyethylen, Kohleelektroden für Industrieöfen, Batterien, industrielle Chemie für Kernenergie und Ferrolegierungen. Sie waren in den USA Anfang der 1970er der zweitgrößte Chemiekonzern nach DuPont, hatten aber auch mit geringen Profiten zu kämpfen. Fehlinvestitionen kamen hinzu und Umweltschutzauflagen, nachdem in einer von Ralph Nader geführten Kampagne die zu hohen Schwefeldioxid-Ausstöße ihrer Fabriken in Ohio und West Virginia kritisiert wurden. Das Unternehmen versuchte die Vorwürfe zunächst auszusitzen und zu ignorieren (bis es 1974 von der US-Regierung gezwungen wurden kostenintensivere Umweltschutzauflagen zu erfüllen), was ihm in den USA einen schlechten Ruf verschaffte. Ebenfalls in den 1970er-Jahren konzentrierte sich der Konzern, der unter den Überkapazitäten und fallenden Preisen in der Chemieindustrie litt, wieder auf das Kerngeschäft Kunststoffe und Chemikalien und verkaufte andere Unternehmensaktivitäten, u. a. die Batteriesparte.
Nach der Katastrophe von Bhopal Ende 1984 und den in der Folge drastisch gefallenen Aktienkursen gab es verschiedene Versuche feindlicher Übernahmen, denen das Unternehmen durch den Verkauf einiger ihrer profitabelsten und bekanntesten Marken im Bereich Consumer Products begegnete (Glad im Bereich Verpackung, Eveready Batterien, Prestone im Frostschutz, STP bei Motorölen u. a.). Sie konzentrierten sich auf Chemikalien und Kunststoffe, Industriegase und Kohlenstoff-Produkte. Die Belegschaft wurde in den 1980ern mehr als halbiert und Joint-Ventures mit anderen Unternehmen eingegangen. 1988 stieg der Umsatz wieder auf 8 Milliarden Dollar, ein Drittel unter dem Spitzenwert von 1981. Die Kostenreduktions- und Joint-Venture-Politik setzte sich in den 1990er-Jahren fort, unter anderem mit Exxon Chemical (Polyethylen) und in Europa mit EniChem (Polyethylen).
Im August 1999 wurde bekanntgegeben, dass die Übernahme durch Dow Chemical in Vorbereitung war, die in den folgenden Jahren ausgehandelt wurde. Am 6. Februar 2001 wurde Union Carbide für 11,6 Milliarden USD zu 100 % von Dow Chemical übernommen, die damit neben DuPont und BASF zu einem der drei weltgrößten Chemiekonzerne wurde.

## Hawk’s-Nest-Vorfall
Union Carbide war ab 1927 an einem Tunnelbauprojekt nahe Charleston in West Virginia beteiligt, in dessen Folge mehrere tausend Arbeiter, meist mittellose Afroamerikaner, innerhalb eines Jahres an Silikose starben. Während der Bauarbeiten an dem ca. drei Meilen langen Tunnel waren die Arbeiter ungeschützt hohen Staubbelastungen ausgesetzt. Arbeitern wurden keine Schutzmasken ausgehändigt, Mitarbeiter des Managements trugen jedoch während der kurzen Inspektionszeiten, während derer sie sich auf der Baustelle befanden, entsprechende Masken. Der Vorfall wurde als „Hawk’s-Nest-Vorfall“ bekannt.

## Bhopalunglück
Union Carbide weigerte sich, die Verantwortung für das Unglück zu übernehmen und verwies als Ursache auf Terrorismus oder Industriesabotage. Union Carbide und die indische Regierung einigten sich außergerichtlich auf eine Einmalzahlung von 470 Millionen USD, ein Betrag, den die Times of India mit der Summe verglich, die nach der Havarie des Öltankers Exxon Valdez vor Alaska zur Rettung von Hummern aufgewandt wurde.
Der zum Zeitpunkt des Unglückes amtierende Vorsitzende von Union Carbide war Warren Anderson, welcher trotz mehrerer Auslieferungsgesuche der indischen Regierung unbehelligt in den USA lebte.